# Molly Parker
Pour les articles homonymes, voir Parker.
Molly Parker est une actrice et productrice canadienne née le 30 juin 1972 à Maple Ridge, en Colombie-Britannique, au Canada.

## Biographie

### Débuts
Molly Parker, actrice canadienne connue aux États-Unis pour le rôle de la veuve Alma Garret sur le câble dans la série télévisée Deadwood, est née le 30 juin 1972 à Maple Ridge, en Colombie-Britannique. Élevée dans une commune qu'elle a décrit comme « une ferme hippie » à Pitt Meadows, elle débute à 13 ans une formation de ballet.

### Carrière
Son oncle était acteur et son agent l'a engagée, lui permettant de lancer sa carrière dans de petits rôles à la télévision canadienne. Elle s'est inscrite au Gastown Actors Studio de Vancouver après avoir obtenu un diplôme d'études secondaires et a continué de travailler à la télé dans des séries et des téléfilms, tout en apprenant son métier dans une école dramatique.
Parker a commencé à attirer l'attention quand elle a joué la fille d'un officier dans le téléfilm Serving in Silence. Elle a obtenu une nomination aux Gemini (l’équivalent des Emmy pour la télévision canadienne) pour sa performance dans le téléfilm Paris or Somewhere. En 1996, elle joue dans Kissed, un film de Lynne Stopkewich.
Un ami a obtenu d'elle une audition pour le long métrage à faible budget indépendant. Elle a heurté le public en incarnant le personnage de Sandra Larson, une âme de poète obsédée par la mort qui se livre au commerce sexuel avec un cadavre, le réalisateur Parker ayant créé un personnage sympathique dans un rôle difficile. Le film a récolté plusieurs prix et elle a remporté un prix Genie, le cinéma canadien's Academy Award, pour sa performance.
À la télévision, Parker a fait partie du casting de la CBC-TV dans six séries, dont Twitch City, jouant la petite amie de Don McKellar, ce qui lui a permis de mettre en valeur ses talents de comique. Un autre rôle de télévision important fut la rabbin sur les séries Home Box Office : Six Feet Under, ainsi que son rôle régulier sur HBO : Deadwood. Elle est apparue dans plusieurs films, dont ceux de Jeremy Podeswa (Les Cinq Sens), d'István Szabó (Sunshine), et de Michael Winterbottom (Wonderland) et avec Lynne Stopkewich dans Suspicious River.
Parker a fait des vagues avec un autre film provocateur avec le sexe comme son sujet principal, de Wayne Wang : Le Centre du Monde. Pour sa performance, elle a été nommée pour un Independent Spirit Award. En 2002, elle a été nommée deux fois meilleure actrice de soutien au prix Génie pour son rôle dans The War Bride (en) et Last Wedding Bruce Sweeney's, gagnante pour son apparition dans le dernier film.

## Filmographie

### Actrice

#### Cinéma
- 1993 : Anything for Love (en) de Michael Keusch : Lynne
- 1995 : Guillaumet, les ailes du courage (Wings of Courage) de Jean-Jacques Annaud : partenaire de danse de Jean (non créditée)
- 1995 : Le Dernier Cheyenne (Last of the Dogmen) de Tab Murphy : infirmière
- 1996 : Hard Core Logo de Bruce McDonald : Jenifur, membre du groupe (non créditée)
- 1996 : Kissed de Lynne Stopkewich : Sandra Larson
- 1997 : Bliss de Lance Young : Connie
- 1998 : Under Heaven de Meg Richman : Cynthia
- 1999 : Wonderland de Michael Winterbottom : Molly
- 1999 : Les Cinq Sens (The Five Senses) de Jeremy Podeswa : Anna Miller
- 1999 : Sunshine d'Istvan Szabo : Hannah Wippler
- 1999 : Suspicion (The Intruder) de David Bailey : Daisy
- 1999 : Ladies Room de Gabriella Cristiani : Julia
- 2000 : Le Fantôme de Sarah Williams (Waking the Dead) de Keith Gordon : Juliet Beck
- 2000 : Suspicious River de Lynne Stopkewich : Leila Murray
- 2001 : The War Bride de Lyndon Chubbuk : Sylvia
- 2001 : Le Centre du monde (The Center of the Wolrd) de Wayne Wang : Florence
- 2001 : Last Wedding de Bruce Sweeney : Sarah
- 2001 : De drôles d'oiseaux (Rare Birds) de Sturla Gunnarsson : Alice
- 2002 : Men with Brooms de Paul Gross : Amy Foley
- 2002 : Looking for Leonard de Matt Bissonnette et Steven Clark : Monica
- 2002 : Marion Bridge de Wiebke von Carolsfeld : Agnes
- 2002 : Max de Menno Meyjes : Nina Rothman
- 2002 : Pure de Gillies MacKinnon : Mel
- 2002 : Undying Love d'Helen Klodawsky (documentaire) : narratrice (voix)
- 2004 : Confession secrète (The Good Shepherd) de Lewin Webb : Madeline Finney
- 2005 : Nine Lives de Rodrigo Garcia : Lisa
- 2005 : Break a Leg de Monika Mitchell : Kate
- 2005 : The Wicker Man de Neil LaBute : Sœur Rose / Sœur Thorn
- 2006 : Hollywoodland d'Allen Coulter : Laurie Simo
- 2006 : Who Loves the Sun de Matt Bissonnette : Maggie Claire
- 2009 : La Route (The Road) de John Hillcoat : la femme maternelle
- 2010 : Trigger de Bruce McDonald : Kat
- 2010 : Oliver Sherman de Ryan Redford : Irène Page
- 2011 : That's What I Am de Michael Pavone : Sherri Nichol
- 2012 : The Playroom de Julie Dyer : Donna Cantwell
- 2013 : Hold Fast de Justin Simms : Tante Ellen
- 2016 : Darwin de Benjamin Duffield : Lillian
- 2016 : La 9e Vie de Louis Drax (The 9th Life of Louis Drax) d'Alexandre Aja : Dalton
- 2016 : American Pastoral d'Ewan McGregor : Sheila Smith
- 2016 : Weirdos de Bruce McDonald : Laura
- 2017 : Small Crimes d'E.L. Katz : Charlotte Boyd
- 2017 : 1922 de Zak Hilditch : Arlette James
- 2018 : Madeline's Madeline de Josephine Decker : Evangeline
- 2020 : Words on Bathroom Walls de Thor Freudenthal : Be
- 2020 : Pieces of a Woman de Kornél Mundruczó : Eva, la sage-femme
- 2021 : Jockey de Clint Bentley : Ruth
- 2022 : Peter Pan et Wendy (Peter Pan & Wendy) de David Lowery : Mary Darling

##### Courts-métrages
- 1992 : Hate Mail de Mark Sawers : Maggie
- 1996 : The Chain de Blake Corbet : Mathilde
- 1996 : Good Things Too de Liz Scully :
- 1998 : From Morning On I Waited Yesterday de Wiebke von Carolsfeld : Lina
- 2018 : Magic Bullet d'Amanda Lovejoy Street : Rachel

#### Télévision

##### Séries télévisées
- 1991-1994 : Le Ranch de l'espoir (Neon Rider) (épisodes 2x14 / 3x10 / 5x03) : Dora "Susie" Brody / Kate / Gloria Miller
- 1992 : Le Bar de l'angoisse (Nightmare Cafe) (saison 1, épisode 3) : Ivy
- 1993 : Madison (saison 1, épisode 4) : Karen
- 1995 : The Marshal (saison 1, épisode 1) : Teri Sinclair
- 1995 : Au-delà du réel : L'aventure continue (The Outer Limits) (saison 1, épisode 19) : Jennifer
- 1995 : Highlander (saison 4, épisode 9) : Alice Ramsey
- 1996 : The Sentinel (saison 1, épisode 1) : l'aiguilleuse
- 1996 : Lonesome Dove: The Outlaw Years (saison 1, épisodes 16 & 20) : Frances Phillips
- 1996 : Poltergeist : Les Aventuriers du surnaturel (Poltergeist : The Legacy) (saison 1, épisode 10) : Liz Barrow
- 1998-2000 : Twitch City (13 épisodes) : Hope
- 2002 : Six Feet Under (saison 2, épisodes 7 & 11) : Rabbi Ari
- 2004-2006 : Deadwood (36 épisodes) : Alma Garret
- 2006 : Odd Job Jack (saison 3, épisode 2) : Alberta Malone
- 2008 : Swingtown (13 épisodes) : Susan Miller
- 2009 : Party Down (saison 1, épisode 9) : Melinda Weintraub
- 2010 : Boardwalk Empire (saison 1, épisode 1) : la femme de Nucky en photo
- 2010 : Human Target : La Cible (Human Target) (saison 2, épisode 2) : Rebecca Brooks
- 2010 : Shattered (6 épisodes) : Ella Sullivan
- 2011 : Dexter (saison 6, épisodes 2, 6, 7 & 8) : Lisa Marshall
- 2012 : La Firme (The Firm) (22 épisodes) : Abby McDeere
- 2013 : Motive (saison 1, épisode 5) : Chloe Myton
- 2014-2016 : House of Cards (25 épisodes) : Jackie Sharp
- 2015 : Heritage Minutes (saison 5, épisode 5) : narratrice
- 2016 : Goliath (8 épisodes) : Callie Senate
- 2017 : Wormwood (mini-série) : Alice Olson
- 2018-2021 : Perdus dans l'espace (Lost in Space) (28 épisodes) : Maureen Robinson

##### Téléfilms
- 1991 : Silent Motive de Lee Philips : seconde interrogatrice
- 1991 : My Son Johnny de Peter Levin : Lori Spoda
- 1993 : The Substitute (en) de Martin Donovan : Courtney
- 1994 : One More Mountain de Dick Lowry : Eliza Williams
- 1994 : Paris or Somewhere de Brad Turner : Peg Kennedy
- 1995 : Les Galons du silence (Serving in Silence: The Margarethe Cammermeyer Story) de Jeff Bleckner : Lynette
- 1995 : 767 en détresse (Falling from the Sky: Flight 174) de Jorge Montesi : Norma Sax
- 1995 : The Ranger, the Cook and a Hole in the Sky de John Kent Harrison : Sue
- 1995 : Deceived by Trust: A Moment of Truth Movie de Chuck Bowman : Rachel Morton
- 1995 : Ebbie de George Kaczender : Francine "Frannie", mère et fille
- 1995 : Little Criminals de Stephen Surjik : le travailleuse sociale
- 1996 : Le Titanic (Titanic) de Robert Lieberman : Lulu Foley
- 1997 : Contamination (Contagious) de Joe Napolitano : l'hôtesse de l'air Stephanie
- 1997 : Intensity d'Yves Simoneau : Chyna Shepherd
- 2004 : Iron Jawed Angels de Katja von Garnier : Emily Leighton
- 2010 : The Wonderful Maladys d'Alan Taylor : Mary Malady
- 2010 : The Quinn-tuplets de Mimi Leder : Rebecca Quinn-Adatto
- 2011 : Une vie pour une vie (Gone) de Grant Harvey : Amy Kettering
- 2011 : Meet Jane de Jeffrey Nachmanoff : Jane Bilinski
- 2012 : Hemingway & Gellhorn de Philip Kaufman : Pauline Hemingway
- 2013 : Un Noël sans fin (Pete's Christmas) de Nisha Ganatra : Dr Pamela Kidder
- 2014 : Warren Jeffs : Le Gourou polygame (Outlaw Prophet: Warren Jeffs) de Gabriel Range : Janine Jeffs
- 2019 : Deadwood : le film (Deadwood) de Daniel Minahan : Alma Garret

### Productrice
- 1996 : The Chain
- 2002 : Looking for Leonard